# Yungasia tricolor
Yungasia tricolor är en insektsart som beskrevs av Keti Maria Rocha Zanol 1991. Yungasia tricolor ingår i släktet Yungasia och familjen dvärgstritar. Inga underarter finns listade i Catalogue of Life.